# 岐阜県道459号白井北方線
岐阜県道459号白井北方線（ぎふけんどう459ごう しろいきたがたせん）は、岐阜県高山市内を通る一般県道である。

## 概要
岐阜県高山市丹生川町白井の国道158号交点（笠根橋東側）を起点とし、小八賀川を挟んで国道158号とほぼ並走する。同市同町北方の岐阜県道89号高山上宝線交点（美女島橋北側）が終点。

### 路線データ
- 起点：岐阜県高山市丹生川町白井（国道158号交点）
- 終点：岐阜県高山市丹生川町北方（岐阜県道89号高山上宝線交点）

## 沿革
- 1977年（昭和52年）2月27日 ： 認定[1]

## 地理

### 通過する自治体
- 岐阜県
  - 高山市

### 接続する道路
- 国道158号（高山市丹生川町白井）
- 岐阜県道89号高山上宝線（高山市丹生川町北方）

### 周辺
- 民芸ミュージアム匠の館
- 丹生川カントリークラブ
- 飛騨エアパーク